# Johan Erik Blohm
Johan Erik Blohm, född 1 juni 1757 i Stora Åby församling i Östergötlands län, död 28 oktober 1822 i Veta församling i Östergötlands län, var en svensk präst.

## Biografi
Johan Erik Blohm föddes 1757 i Stora Åby socken. Han var son till kyrkoherden Carl Johan Blohm i Svanshals församling och Susanna Margareta Asping. Blohm blev 1776 student vid Lunds universitet och avlade 1779 filosofie magisterexamen vid Greifswalds universitet. Han prästvigdes 17 mars 1780 och blev 30 december 1789 komminister i Västra Hargs församling, tillträdde 1790. Blohm blev 6 oktober 1790 komminister i Kumla församling, tillträdde 1792 och avlade 1802 pastoralexamen. Han blev 30 november 1810 kyrkoherde i Veta församling, tillträdde 1812 och avled 1822 i Veta socken.

### Familj
Blohm gifte sig 19 februari 1790 med Brita Maria Loenbom (1757–1832), dotter till kyrkoherden Nils Loenbom i Ljungs församling. De fick tillsammans barnen Susanna Catharina Blohm (född 1792) som var gift med kyrkoherden Carl Abraham Grevillius i Veta församling, Christina Lovisa Blohm (född 1795) som var gift med komministern P. Carols i Kumla församling och Carolina Johanna Blohm (1797–1801).